# Grégoire Oestermann
Grégoire Oestermann est un acteur français.

## Biographie
Formé au Conservatoire national supérieur d'art dramatique, il a comme professeur les célèbres Marcel Bluwal et Antoine Vitez. Au théâtre, il joue notamment dans Od ombra od Omo, Vie et mort du roi Jean, mis en scène par Laurent Pelly, et Le Misanthrope de Molière. Au cinéma, il tourne dans les films Mon cas, Comme une image d'Agnès Jaoui, en 2004, dans Nuit noire 17 octobre 1961 d'Alain Tasma avec Clotilde Courau, en 2011, dans Intouchables de Eric Toledano et Olivier Nakache, et dans Place Publique d'Agnès Jaoui en 2018.
Grégoire Oestermann a également écrit avec Christine Murillo et Jean-Claude Leguay Le Baleinié, dictionnaire des tracas.

## Filmographie

### Cinéma
- 1984 : Comme les doigts de la main d'Éric Rochant (court-métrage) : la deuxième type
- 1986 : Mon cas de Manoel de Oliveira : le projectionniste
- 1997 : Lucie Aubrac de Claude Berri : Pierrot
- 2001 : De l'histoire ancienne d'Orso Miret : le second libraire
- 2004 : Comme une image d'Agnès Jaoui : Vincent
- 2005 : Le Promeneur du Champ-de-Mars de Robert Guédiguian : Garland
- 2006 : Prête-moi ta main d'Éric Lartigau : Pierre-Yves
- 2006 : Le Héros de la famille de Thierry Klifa : Antoine
- 2007 : Pur Week-end d'Olivier Doran : le maire
- 2007 : Ceux qui restent d'Anne Le Ny : Jean-Paul
- 2008 : Parc d'Arnaud des Pallières : l'agent immobilier
- 2009 : Bazar de Patricia Plattner : François
- 2011 : Intouchables de Eric Toledano et Olivier Nakache : Antoine
- 2012 : 10 jours en or de Nicolas Brossette : le patron de l'hôtel Power
- 2013 : La Vie domestique d'Isabelle Czajka : Didier
- 2013 : L'Arbitro de Paolo Zucca : Jean-Michel
- 2013 : Michael Kohlhaas d'Arnaud des Pallières
- 2014 : Divin Enfant d'Olivier Doran : Christian
- 2015 : Un peu, beaucoup, aveuglément de Clovis Cornillac : Evguénie
- 2015 : Le Dernier raccourci de Peter Dourountzis : Maître Emile
- 2015 : Rosalie Blum de Julien Rappeneau : Monsieur Machot, le père d'Aude
- 2016 : La Tour de contrôle infernale d'Éric Judor : le ministre de l'intérieur
- 2017 : Le Sens de la fête d'Olivier Nakache et Eric Toledano
- 2018 : Les Aventures de Spirou et Fantasio d'Alexandre Coffre : Lambert
- 2018 : Place publique d'Agnès Jaoui : Guy, l'agriculteur bio
- 2018 : Photo de famille de Cécilia Rouaud : le policier
- 2019 : Je voudrais que quelqu'un m'attende quelque part d'Arnaud Viard : le gynécologue
- 2019 : Docteur ? de Tristan Séguéla :
- 2021 : Les Amours d'Anaïs de Charline Bourgeois-Tacquet : Christian Jouannet
- 2023 : Tant que le soleil frappe de Philippe Petit : Paul Moudenc
- 2023 : Sexygénaires de Robin Sykes : Jean-Claude
- 2023 : Jeanne du Barry de Maïwenn : Abbé Maudou
- 2023 : Adieu rond-point de Xavier Delagnes (court métrage) : le préfet
- 2023 : Les Rois de la piste de Thierry Klifa : Monsieur Kominsky

### Télévision

#### Téléfilms
- 1980 : Le Volcan de la rue Arbat de Philippe Ducrest : Kouzma
- 1996 : L'Île aux secrets de Bruno Herbulot
- 2005 : Nuit noire, 17 octobre 1961 d'Alain Tasma : Nicolas
- 2005 : Le Grand Charles de Bernard Stora : André Malraux
- 2006 : Poison d'avril de William Karel : Alban
- 2007 : La vie sera belle d'Edwin Baily : Sénéchal
- 2008 : Enfin seul(s) de Bruno Herbulot : Julien
- 2013 : Crime d'état de Pierre Aknine : Jacques Chaban-Delmas
- 2016 : Le Passe-muraille de Dante Desarthe : le directeur de cabinet
- 2019 : Un grand cri d'amour de Dominique Thiel : Sylvestre
- 2019 : La Malédiction de Provins d'Olivier Doran : Martin Desmarais
- 2021 : Comme un coup de tonnerre de Catherine Klein : Monsieur Bompard

#### Séries télévisées
- 1996 : Les Cordier, juge et flic : Gilbert Heinbach
- 1998 : Nestor Burma : Maxime
- 2001 : Julie Lescaut, épisode 6 saison 10, Récidive de Vincent Monnet : Mathieu Vanel
- 1996 : Les Cordier, juge et flic : Lieutenant
- 2006 : Boulevard du Palais : Jo Cami
- 2008 : Paris, enquêtes criminelles : Etienne Chauveau
- 2013 : Deux flics sur les docks : Docteur Ricoeur
- 2014-2015 : Ainsi soient-ils de Rodolphe Tissot (saison 2) : Monseigneur de Virieux
- 2016 : Un village français : le président
- 2017 : Scènes de ménages (1 sketch) : Un invité chez Camille et Philippe
- 2017-2022 : Les Petits Meurtres d'Agatha Christie de Rodolphe Tissot : Alexandre Latour, directeur de l'Opéra de Lille
- 2018 : Genius (saison 2) : Soulie
- 2019 : La Stagiaire : Le juge Corcieux (saison 4, épisode 1)
- 2019 : Le Grand Bazar de Baya Kasmi : Georges
- 2019 : Platane : le premier avocat du duo
- 2021 : Hastag Boomer
- 2022 : Ce que Pauline ne vous dit pas de Rodolphe Tissot (mini-série) : Maître Gibaud
- 2022 : OVNI(s) : Eugène de Fontmichel
- 2022 : Les Rivières pourpres : Josserand
- 2023 : Tapie de Tristan Séguéla (mini-série) : Charles Coupant
- 2023 : Parlement : Commissaire français
- 2024 : Machine de Fred Grivois : Général
- 2025 : La Rebelle : Les Aventures de la jeune George Sand de Rodolphe Tissot : Joseph Deschartres

## Théâtre
- 1976 : Le Tube de Françoise Dorin, mise en scène François Périer, Théâtre des Célestins, tournée Karsenty-Herbert
- 1980 : L'Illusion comique de Corneille, mise en scène Pierre Romans, Théâtre de la Commune
- 1982 : La Statue de la Liberté de A.B. Kern, mise en scène Jacques Seiler
- 1984 : Le Suicidé de Nikolaï Erdman, mise en scène Jean-Pierre Vincent, Comédie-Française au Théâtre national de l'Odéon
- 1984 : Ici ou ailleurs de Robert Pinget, Lecture Festival d'Avignon
- 1984 : Le Jeu de l'amour et du hasard d'Alfred de Musset, mise en scène Robert Gironès, Théâtre Gérard-Philipe
- 1985 : Le Jeu de l'amour et du hasard d'Alfred de Musset, mise en scène Robert Gironès, Nouveau théâtre de Nice
- 1985 : Lucrèce Borgia de Victor Hugo, mise en scène Antoine Vitez, Festival d'Avignon, Théâtre national de Chaillot, Opéra Comédie
- 1986 : Madame de Sade de Yukio Mishima, mise en scène Sophie Loucachevsky, Théâtre national de Chaillot, Théâtre national de Strasbourg, Théâtre de l'Athénée-Louis-Jouvet
- 1988 : La Nuit des chasseurs d’après Woyzeck de Georg Büchner, mise en scène André Engel, Théâtre national de la Colline, Festival de Gordes
- 1988 : Sit Venia Verbo de Michel Deutsch et Philippe Lacoue-Labarthe, mise en scène Michel Deutsch, Maison de la Culture de Grenoble, Théâtre national de la Colline
- 1990 : Conversations d'idiots de Dominique Ducos, mise en scène Walter Le Moli, Festival d'Avignon
- 1990 : Pièce sans titre de Federico García Lorca, mise en scène Lluís Pasqual (es), Odéon-Théâtre de l'Europe, Comédie de Genève
- 1991 : L'Exercice de la bataille d'Anne Torrès, mise en scène de l'auteur, La Coursive
- 1992 : Lisbeth est complètement pétée d'Armando Llamas, mise en scène Michel Didym, Théâtre Ouvert
- 1993 : Woyzeck de Georg Büchner, mise en scène Jean-Pierre Vincent, Théâtre de Nimes, Théâtre du Rond-Point
- 1994 : Woyzeck de Georg Büchner, mise en scène Jean-Pierre Vincent, Théâtre de Nice
- 1995 : Antoine et Cléopâtre de William Shakespeare, mise en scène Pascal Rambert, MC93 Bobigny
- 1996 : Comme tu me veux de Luigi Pirandello, mise en scène Claudia Stavisky, Théâtre de Nice, La Coursive, Théâtre de Gennevilliers, Festival de Bellac
- 1996 : L'Illusion comique de Corneille, mise en scène Éric Vigner, CDDB-Théâtre de Lorient, Le Quartz, Théâtre national de Bretagne, Théâtre de Caen, Théâtre des Treize Vents, La Ferme du Buisson, TNP Villeurbanne, Théâtre du Port de la lune, Théâtre Nanterre-Amandiers, tournée
- 1997 : Le Misanthrope de Molière, mise en scène Charles Tordjman, Nouveau théâtre d'Angers
- 1998 : Vie et mort du roi Jean de William Shakespeare, mise en scène Laurent Pelly, Festival d'Avignon
- 1999 : Vie et mort du roi Jean de William Shakespeare, mise en scène Laurent Pelly, Maison des arts et de la culture de Créteil
- 1999 : Bastringue à la Gaité Théâtre de Karl Valentin, mise en scène Daniel Martin et Charles Tordjman, Théâtre de la Manufacture
- 2000 : Bastringue à la Gaité Théâtre de Karl Valentin, mise en scène Daniel Martin et Charles Tordjman, Théâtre des Treize Vents, Théâtre de la Commune
- 2001 : Dans la forêt lointaine de Gérard Watkins, mise en scène de l'auteur, Théâtre Le Colombier Bagnolet
- 2002 : Od ombra od omo - Visions de Dante de Dante Alighieri, Primo Levi, Ossip Mandelstam, mise en scène Lukas Hemleb, MC93 Bobigny
- 2002 : Un simple froncement de sourcil de Ged Marlon, mise en scène de l'auteur, Théâtre du Rond-Point
- 2003 : Un simple froncement de sourcil de Ged Marlon, mise en scène de l'auteur, Théâtre national de Nice, tournée
- 2003 : Titus Andronicus de William Shakespeare, mise en scène Lukas Hemleb, Maison de la Culture de Bourges, Théâtre Jean Vilar Suresnes, Maison des arts et de la culture de Créteil
- 2004 : Titus Andronicus de William Shakespeare, mise en scène Lukas Hemleb, Théâtre de Gennevilliers
- 2004 : Matériau Chimère de Didier-Georges Gabily, mise en scène Sandrine Lanno, Théâtre de la Bastille
- 2005 : Schweyk dans la Deuxième Guerre mondiale de Bertolt Brecht et Hanns Eisler, mise en scène Jean-Louis Martinelli, Théâtre Nanterre-Amandiers
- 2006 : Xu (objet bien rangé mais où ?) de Christine Murillo, Jean-Claude Leguay, Grégoire Oestermann, Théâtre du Rond-Point
- 2007 : Xu (objet bien rangé mais où ?) de Christine Murillo, Jean-Claude Leguay, Grégoire Oestermann, Théâtre de la Manufacture
- 2007 : Péricles, prince de Tyr de William Shakespeare, mise en scène Florian Sitbon, MC93 Bobigny
- 2008 : Xu (objet bien rangé mais où ?) de Christine Murillo, Jean-Claude Leguay, Grégoire Oestermann, tournée
- 2008 : La Estupidez (La Connerie) de Rafael Spregelburd, mise en scène Marcial Di Fonzo Bo et Élise Vigier, Théâtre national de Chaillot, Théâtre national de Bretagne, Théâtre des Célestins
- 2008 : Le Cycle de l'omme de Jacques Rebotier, mise en scène de l'auteur, Théâtre Gérard Philipe
- 2009 : La Estupidez (La Connerie) de Rafael Spregelburd, mise en scène Marcial Di Fonzo Bo et Élise Vigier, Théâtre national de Chaillot, Théâtre national de Toulouse Midi-Pyrénées
- 2009 : Xu (objet bien rangé mais où ?) de Christine Murillo, Jean-Claude Leguay, Grégoire Oestermann, Théâtre du Rond-Point
- 2009 : Oxu (objet qu’on vient de retrouver et qu’on reperd aussitôt) de Christine Murillo, Jean-Claude Leguay, Grégoire Oestermann, Théâtre du Rond-Point
- 2010 : Maison de poupée d'Henrik Ibsen, mise en scène Jean-Louis Martinelli, Théâtre Nanterre-Amandiers
- 2010 : Oxu (objet qu’on vient de retrouver et qu’on reperd aussitôt) de Christine Murillo, Jean-Claude Leguay, Grégoire Oestermann, Pépinière Théâtre
- 2012 : Maison de poupée d'Henrik Ibsen, mise en scène Jean-Louis Martinelli, Théâtre Nanterre-Amandiers, CDDB-Théâtre de Lorient, Théâtre national de Nice, Schauspielhaus Zurich, Théâtre du Gymnase Marseille
- 2012 : Britannicus de Jean Racine, mise en scène Jean-Louis Martinelli, Théâtre Nanterre-Amandiers
- 2014 : Nos occupations de David Lescot, mise en scène David Lescot, Théâtre des abbesses
- 2019 : Un grand cri d'amour de Josiane Balasko, mise en scène Marie Pascale Osterrieth, théâtre des Bouffes Parisiens
- 2019 : Le Cours classique d'Yves Ravey, mise en scène Sandrine Lanno, théâtre du Rond-Point
- 2022 : Voyage en Ataxie de Gilles Ostrowsky, mise en scène de la Compagnie Octavio, Théâtre de l'Azimut, Comédie de Picardie, Théâtre de Gennevilliers
- 2023 : Tachkent de Rémi De Vos, mise en scène Dan Jemmett, Nuits de Fourvière puis Studio Marigny
- 2024 : L'Amante anglaise de Marguerite Duras, mise en scène Jacques Osinski, Théâtre de l'Atelier
- 2025 : Le Mariage de Figaro de Pierre-Augustin Caron de Beaumarchais, mise en scène Léna Bréban, La Scala Provence et Paris

## Publication
- Le baleinié, dictionnaire des tracas, avec Christine Murillo, Jean-Claude Leguay, Éditions du Seuil, 2003-2007, 3 vol.